# Karakterisering van de bose-einsteincondensatie
Een bose-einsteincondensaat is een laag-energetische niet-klassieke aggregatietoestand. De bose-einsteincondensatie heeft een aantal opmerkelijke eigenschappen. 
In dit artikel worden de volgende stellingen besproken: 
- BEC is geen gevolg van de interacties tussen de deeltjes maar wel van de gebruikte statistiek.
- BEC kan gezien worden als een verzadigingsverschijnsel.
- In een uniforme uitwendige potentiaal komt er in de thermodynamische limiet geen BEC voor in 1 en 2 dimensies.
- Bij het absolute nulpunt bevinden alle deeltjes zich in het condensaat.

## Niet-interagerend Bosegas
Toen Einstein in 1925 zijn publicatie publiceerde waarin hij het condensatiefenomeen in een Bosegas besprak, had hij het over een gas van niet interagerende deeltjes. Hiermee wordt meteen ook een eerste eigenschap van deze kwantumfaseovergang aangehaald:
- BEC is geen gevolg van de interacties tussen de deeltjes maar wel van de gebruikte statistiek.

Bekijken we een zo eenvoudig mogelijk systeem van niet-interagerende spinloze (dat wil zeggen, spin=0) bosonen waar geen (of constante) uitwendige potentiaal aanwezig is, dan wordt de toestandsdichtheid, Engels: Density of states in D ruimtelijke dimensies gegeven door:
{\displaystyle f(\epsilon )d\epsilon ={\frac {\pi ^{D/2}{\cdot }L^{D}}{h^{D}\cdot \Gamma (D/2)}}{\cdot }(2m)^{D/2}{\cdot }({\sqrt {\epsilon }})^{D-2}d\epsilon }
hierbij is D het aantal dimensies, {\displaystyle h} de constante van Planck, L de lengte van de zijde van een D-dimensionaal volumekubusje, m de massa van 1 deeltje en {\displaystyle \Gamma } de gammafunctie.
Wanneer het systeem zich op de kritische temperatuur {\displaystyle T_{c}} bevindt, is er nog geen condensaat gevormd en kan aangenomen worden dat er zich geen deeltjes in de grondtoestand bevinden, alle deeltjes bevinden zich dus in een geëxciteerde energietoestand. Omdat de deeltjes bosonen zijn, zijn ze volgens de bose-Einsteinstatistiek over de energieniveaus verdeeld, zodat er zich gemiddeld
{\displaystyle n_{i}={\frac {1}{e^{\frac {\epsilon _{i}-\mu }{k_{B}\cdot T}}-1}}}
deeltjes in het {\displaystyle i^{de}} energieniveau (met energie {\displaystyle \epsilon _{i}}) bevinden. Hierbij is {\displaystyle k_{B}} de boltzmannconstante en {\displaystyle \mu } de chemische potentiaal.
Het totaal aantal deeltjes dat zich in geëxciteerde energietoestanden kan bevinden wordt gegeven door:
{\displaystyle N=\int _{0}^{\infty }{n_{i}\cdot f(\epsilon )d\epsilon }}
wat
{\displaystyle N=({\frac {L^{2}{\cdot }2\pi {\cdot }m{\cdot }k_{B}{\cdot }T_{c}}{h^{2}}})^{D/2}\cdot \sum _{k=1}^{\infty }{\frac {1}{k^{D/2}}}}
wordt. Deze laatste formule vertelt nu hoeveel deeltjes {\displaystyle N} er in een blokje met volume {\displaystyle V=L^{D}} (in 2 dimensies is dit een vierkant met zijde L, in 3 dimensies is dit een kubus met zijde L, in 4 dimensies is dit een hyperkubus met zijde L, ... ) aanwezig kunnen zijn en zich hierbij in een geëxciteerde energietoestand kunnen bevinden. De term die hiervoor van belang is, is de som {\displaystyle \sum k^{-D/2}} is een hyperharmonische reeks. Deze som divergeert naar oneindig als D ≤ 2 en convergeert naar een eindige waarde voor D>2. 
Wat betekent dit? Als in een 3 dimensionale ruimte wordt gewerkt (het universum zoals we het kennen) dan bestaat er een maximum aantal deeltjes dat je in je doos kan stoppen, waarbij deze deeltjes zich in geëxciteerde energietoestanden kunnen bevinden (Iets wat ze steeds zullen proberen doen om de entropie te maximaliseren). Wil je dan nog meer deeltjes in je doos stoppen dan zullen deze deeltjes noodgedwongen in de energiegrondtoestand terechtkomen. Er treedt dus een soort verzadiging op, te vergelijken met de verzadiging van een damp. Zolang de damp niet verzadigd is kun je deeltjes aan de damp blijven toevoegen, wanneer de damp verzadigd is zal er condensatie van de damp optreden als je nog meer dampdeeltjes probeert toe te voegen. Dit geeft ineens ook de verklaring van de naam bose-einsteincondensatie.
Indien we in een vlakke wereld zouden leven zou in het bovenstaande systeem geen condensatie optreden. In twee dimensies is de som immers divergent, wat betekent dat je oneindig veel deeltjes in je doos zou kunnen stoppen en dat deze allemaal in geëxciteerde energietoestanden een plaatsje zouden kunnen vinden.
Opmerking
Experimenteel wordt er met eindige systemen gewerkt en worden de deeltjes in een harmonische potentiaal gevangen gehouden. Voor zo een situatie kan bewezen (en berekend) worden dat er eveneens in één en twee dimensies condensatie optreedt. Dit is van belang voor experimenten waarbij de valpotentiaal zodanig vervormd wordt dat het systeem zich als één of twee  dimensionaal zal gedragen. Dat zijn op zich interessante situaties om dynamische eigenschappen te onderzoeken.

### Thermodynamische eigenschappen in drie dimensies, harmonische val
- De kritische temperatuur is gelijk aan:

{\displaystyle k_{B}T_{c}=0.94\hbar \omega {\sqrt[{3}]{N}}}
Beneden de kritische temperatuur {\displaystyle T_{c}} geldt: 
- fractie deeltjes in de grondtoestand:

{\displaystyle {\frac {N_{0}}{N}}=1-({\frac {T}{T_{c}}})^{3}}
- totale energie van het systeem:

{\displaystyle E=3Nk_{B}({\frac {T^{4}}{T_{c}^{3}}}){\frac {\zeta (4)}{\zeta (3)}}}
- warmtecapaciteit:

{\displaystyle C_{v}=12Nk_{B}({\frac {T}{T_{c}}})^{3}{\frac {\zeta (4)}{\zeta (3)}}}
- druk in de thermische wolk (=niet gecondenseerde deeltjes):

{\displaystyle P=k_{B}T{\frac {N}{V}}({\frac {T}{T_{c}}})^{3}{\frac {\zeta (4)}{\zeta (3)}}}
telkens met {\displaystyle T<T_{c}}, {\displaystyle k_{B}} de boltzmannconstante, {\displaystyle \hbar } de gestreepte constante van Planck, {\displaystyle \omega } de geometrisch gemiddelde oscillatorfrequentie van de valpotentiaal, {\displaystyle N_{0}} het aantal deeltjes dat zich in de grondtoestand bevindt en {\displaystyle \zeta } de riemann-zèta-functie.

### Conclusie
- BEC kan gezien worden als een verzadigingsverschijnsel.
- In een uniforme uitwendige potentiaal komt er in de thermodynamische limiet geen BEC voor in 1 en 2 dimensies.
- Bij het absolute nulpunt bevinden alle deeltjes zich in het condensaat.

## Interagerend Bosegas
Hoewel BEC geen rechtstreeks gevolg is van de interacties tussen de deeltjes, hebben deze interacties wel een invloed op het fenomeen. 
Om dit probleem aan te pakken wordt er beroep gedaan op een gemiddeldveldtheorie, Engels: mean field theory. Men gebruikt hiervoor meestal de Gross-Pitaevskii-vergelijkingen of de Bogoliubovbenadering.
Het opmerkelijkste verschil tussen een interagerend BEC en een niet-interagerend BEC is dat bij een interagerend BEC zelfs bij het absolute nulpunt er deeltjes in de geëxciteerde toestanden blijven voorkomen. Deze fractie is weliswaar zeer klein (orde enkele procent maximaal).

### Enkele thermodynamische grootheden, Bogoliubov-benadering
- grondtoestandsenergie van het systeem:

{\displaystyle E_{0}=N\epsilon _{0}+N{\frac {ng}{2}}(1+{\frac {128}{15}}{\sqrt {{\frac {na_{s}^{3}}{\pi }}\ }})}
- chemische potentiaal:

{\displaystyle \mu =\epsilon _{0}+ng(1+{\frac {32}{3}}{\sqrt {{\frac {na_{s}^{3}}{\pi }}\ }})}
- druk:

{\displaystyle P={\frac {n^{2}g}{2}}(1+{\frac {64}{5}}{\sqrt {{\frac {na_{s}^{3}}{\pi }}\ }})}
- geluidssnelheid:

{\displaystyle c={\sqrt {{\frac {ng}{m}}(1+16{\sqrt {{\frac {na_{s}^{3}}{\pi }}\ }})}}}
- aantal deeltjes dat zich niet in de grondtoestand bevindt bij het absolute nulpunt:

{\displaystyle N_{dpl}=\sum _{p\neq 0}({\frac {\epsilon _{p}-\epsilon _{0}+ng}{2{\sqrt {(\epsilon _{p}-\epsilon _{0})^{2}+2ng(\epsilon _{p}-\epsilon _{0})}}\ }}-{\frac {1}{2}})}
met hierbij N het totaal aantal deeltjes, n de dichtheid, g de interactiesterkte, {\displaystyle \epsilon _{0}} de grondtoestandsenergie van een deeltje, {\displaystyle \epsilon _{p}} de energie van een deeltje met impuls p, m de massa van een deeltje en {\displaystyle a_{s}} de verstrooiingslengte.